# Anchastus rufangulus
Anchastus rufangulus is een keversoort uit de familie kniptorren (Elateridae). De wetenschappelijke naam van de soort is voor het eerst geldig gepubliceerd in 1875 door Ernest Candèze.